# Деда Мраз
Деда Мраз (ијек. Дјед Мраз), глобално познат као Санта Клоз (енгл. Santa Claus), Свети Никола (енгл. Saint Nicholas), Сент Ник (енгл. Saint Nick), или једноставно Санта (енгл. Santa), измишљени је лик који доноси деци поклоне на Бадње вече, Божић, дан Светог Николе или Нову годину. Његово порекло има корене у легендама германских и словенских народа, које су се касније, појавом хришћанства, спојиле са ликом Светог Николе. Један од важнијих „предака” Деда Мраза је и Один, главно божанство германских народа пре њиховог покрштавања.
Савремени Деда Мраз, најпознатији под именом Санта Клоз, данас је глобални феномен. Његов настанак има бројна објашњења, али многи сматрају да је један од главних „криваца” за глобалну популаризацију лика Деда Мраза каквог данас знамо заправо компанија Кока-кола. Од 1931. године ова компанија у време празника користи рекламе са сликом декице у црвеном оделу који пије Кока-колу. Присутност овог напитка широм света свакако је допринео популаризацији Деда Мраза као глобалног феномена, али Кока-кола није пресудно заслужна за „култ” Деда Мраза. И друге компаније најразличитијих производних и услужних понуда користе овај лик у промотивне сврхе. Деда Мраз је надрастао везу са било којим верским или секуларним датумима и постао апсолутни „чудотворац”. Нико не може да положи права на њега и нико не може да другима оспори право да га користе по својој вољи.
У европским земљама није реткост да Деда Мраз има свој пандан, још једног дародавца заснованог на локалној традицији. У Србији је то Божић Бата, у Бугарској Дедо Коледо (буг. Дядо Коледа), у Словенији Божичек, у Енглеској Отац Божић (енгл. Father Christmas), у Мађарској Микулаш (мађ. Mikulás), у Грчкој Агиос Василис (грч. Άγιος Βασίλης). У многим земљама у којима доминира католичанство то је Mали Исус, односно Кристкинд, у Хрватској познат као Исусић.
Као дародавац Деда Мраз у различитим културним миљеима долази у различито време. Углавном долази на Божић (25. децембра), али има изузетака. У Пољској и Холандији он поклоне доноси традиционално на дан светог Николе (6. децембар према Грегоријанском календару), док у Србију (и неке друге земље) он долази 1. јануара.

## Име
Глобално, американизовано име Санта Клоз настало је као скраћена верзија имена Светог Николе (Saint Nicholas — Santa Claus). Датира из 1765—75, а изворно потиче од холандског имена Синтерклас (хол. Sinterklaas). Последњи део холандског имена — klaas је скраћеница за Николас (хол. Niklaas). Синтерклас је први пут преименован у Санта Клоза у Новом Амстердаму (данас Њујорк), а име је први пут искоришћено у америчкој штампи 1773. године.
У Србији (и другим бившим републикама СФРЈ) општеприхваћено име је Деда Мраз и оно фонетски није повезано ни за Божић ни за Светог Николу, већ за руско-совјетски лик Дед Моро́з. После Другог светског рата, са ширењем комунистичке идеје о штетности религије, у Југославији су Божић Бата и Свети Никола постали непожељни. Заменила их је комунистичко-социјалистичка фигура која је наметнута у свим земљама под совјетским утицајем — Деда Мраз, који више није долазио за Божић (као у већини западних земаља), већ за Нову годину. Овај лик заснива се на митском старословенском паганском лику који се звало Старац Мраз и био је демон зиме. После разлаза са Совјетским Савезом 1948. године овај лик старог словенског божанства, под утицајем Запада, постепено еволуира у глобализовани лик Санта Клоза, али му остаје име Деда Мраз. Деведесетих година се народи на простору бивше Југославије враћају старим обичајима, па тако оживљавају и ликови какви су Божић Бата код Срба или Дјед Божићњак код Хрвата), али се задржава и глобализована западњачка верзија. Тако сада у Србији деца добијају поклоне за Нову годину од Деда Мраза (1. јануара), а многа и од Божић Бате за Божић (7. јануара).

## Изглед и карактер
Сматра се да Деда Мраз прави спискове деце широм света, категоризујући их према њиховом понашању током протекле године на „добру” и „неваљалу”. „Добра” деца добијају на поклон играчке и слаткише, а у неким културама она „неваљала” добијају угаљ. Поклоне деца у највећем броју земаља добијају током Бадње вечери, али има и изузетака (у Србији их посећује током новогодишњих празника, док у у Пољској и Холандији долази баш на дан светог Николе). Он своју мисију испуњава уз помоћ вилењака који праве играчке у радионици на Северном полу и разноси их возећи се у својим летећим санкама које вуку ирваси. Уобичајен је приказ у коме он живи на Северном полу, а често се смеје на начин који звучи као „Хо, хо, хо”.
Многи од Деда Мразових савремених атрибута су установљени 23. децембра 1823. године у песми анонимног аутора Посета Светог Николе (енгл. A Visit from St. Nicholas). Касније је ауторство за ову песму приписано америчком писцу Клементу Кларку Муру и данас је познатија под именом Ноћ пре Божића (The Night Before Christmas или 'Twas the Night Before Christmas). У тој песми свети Никола је описан као буцмасти, дебели, весели стари вилењак са малим округлим стомаком који се, када се насмеје, тресе као пуна чинија желеа. Описана је и вожња санкама које вуче осам ирваса и које слећу на кровове, торба пуна играчака, Деда Мразов улазак кроз димњак и много других детаља који чине данашњу представу Деда Мраза.
Један од првих уметника који је визуелно дефинисао савремени изглед Деда Мраза је амерички карикатуриста Томас Наст, који је 1863. године објавио слику Деда Мраза у часопису Harper’s Weekly и наставио да га црта наредних 30 година. На Настовим цртежима Деда Мразова одећа мењала је боју из године у годину, од жуто-мрке до црвене.

### Деда Мраз и Кока-кола
Деда Мраза у црвеном капуту популарисао је шведско-амерички уметник Хадон Сундблом на цртежима рађеним за божићну рекламну кампању компаније Кока-кола. Идеја је била да се Деда Мраз представи тако да буде истовремено и реалистичан и симболичан. Прва Кока-колина реклама са Сундбломовим Деда Мразом је објављена 1931. године у часопису The Saturday Evening Post а касније и у другим популарним часописима какви су били The New Yorker или Национална географија. На овим сликама Деда Мраз је приказиван као весели старац црвених образа, беле браде, сјајних очију, са борама смејалицама око уста, што је постао стандардизовани изглед Деда Мраза (Санта Клоза).
Постоји погрешно мишљење да је Кока-кола заслужна за Деда Мразово црвено-бело одело. Захваљујући њиховој рекламној кампањи створена је глобализована слика о томе да Деда Мраз носи црвено-бело одело (што су корпоративне боје Кока-коле), али је он у овим бојама приказиван много раније, још крајем 19. и почетком 20. века, на насловним странама америчког хумористичког часописа Puck. Кока-кола такође није била ни прва компанија која је искористила Деда Мраза у промотивне сврхе, али ни први произвођач безалкохолних пића који је то учинио. Они су почели са оваквим оглашавањем 20-их година 20. века, док је америчка компанија White Rock Beverages лик Деда Мраза користила у својим рекламама још 1915. године.
Ипак, Деда Мраз из Кока-колиних реклама постао је глобални прототип, а Сундбломови радови и данас се користе. Многи од рекламних постера објављених у периоду од 1931. до 1964. године сматрају се ремек-делима, а Сундбломове уметничке слике на основу којих су настали ови постери излагане су у престижним светским музејима, међу којима је и Лувр.

## Настанак лика
Верује се да порекло Деда Мраза има корене у старим религијама германских и словенских народа, које су касније, кроз христијанизацију, спојене са ликом хришћанског епископа Светог Николе.

### Свети Никола
Верује се да идеја о старцу који доноси поклоне доброј деци сеже још од постојања историјске личности Светог Николе. Он је рођен давне 280. године нове ере у Патари на територији данашње Турске. Још као дечак остао је без родитеља, али је наследио велико богатство. Врло брзо је схватио да то богатство жели да подели са другима и постао је познат као дарежљив и хуман. Након што је канонизован у хришћанству је постао симбол даривања.
Свети Никола, заштитиник деце, је најпознатији по давању поклона сиротињи. Према једној легенди помогао је трима сиромашним сестрама тако што им је кроз прозор убацио врећу са златницима за мираз, како не би постале робиње. Временом се прича мењала, па је у једној верзији врећу са златницима убацио кроз димњак, а она је упала у чарапе које су се сушиле поред камина. Одатле потиче и обичај да се поред камина или прозора остављају божићне чарапе у које ће преко ноћи Свети Никола (Санта Клоз, Деда Мраз...) ставити дарове.

### Один
Деда Мраз своје порекло дугује и Одину, главном божанству германских народа пре њиховог покрштавања. У скандинавској митологији ово божанство је имало бројна имена, а већина њих значе „дугобради”. Често се описује како јаше осмоногог коња по имену Слепнир који може да прескочи велике раздаљине, што се може довести у везу са Деда Мразовим ирвасима. Постојао је обичај да деца поред димњака остављају своје чизме напуњене шаргарепама, сламом или шећером, као храну за Слепнира, а Один би их за ову љубазност награђивао поклонима или слаткишима. Након прихватања хришћанства овај обичај је повезан са светим Николом и чарапама три сиромашне сестре. Обичај се проширио у Сједињене Америчке Државе кроз холандску колонију Нови Амстердам (данашњи Њујорк) и еволуирао је у качење чарапа на камин. Из паганских традиција Германа до данас је остала и новогодишња јелка која се традиционално украшава широм света.

### Отац Божић
Отац Божић (енгл. Father Christmas) у Енглеској представља персонификацију доброг расположења током Божића. Потиче најкасније из 17. века и описује се као весели дебели брадати мушкарац обучен у дугу, зелену одећу од крзна. Старе представе о особи која дарује поклоне су спојене са ликом Оца Божића и тако је створен добро познати лик. Испоставиће се да су и Холанђани имали велику улогу у стварању Деда Мраза каквог данас познајемо. У Холандији и Белгији Свети Никола се зове Синтерклас. Синтерклас је први пут преименован у Санта Клоза у Новом Амстердаму (данас Њујорк), главном граду тадашње холандске колоније Нова Низоземска. Име је први пут искоришћено у америчкој штампи 1773. године.

## Педагошко-психолошки аспект
Деценијама се међу родитељима води полемика да ли је етички лагати децу да им поклоне испод јелке оставља Деда Мраз. Многи сматрају да се деца данас лако информишу о свему, те да ће брзо бити ухваћени у лажи, чиме се губи дечије поверење и урушава родитељски ауторитет. С друге стране, за многе породице је лагање о Деда Мразу део традиције новогодишњих празника. Поставља се питање да ли охрабривање дечјег веровања у Деда Мраза може значити да је у реду лагати децу. Дечји психолози такође су подељени по том питању, али већина сматра да није лоше код деце подстицати ову врсту фантазије. Многи чак сматрају да је важно да деца верују у Деда Мраза, а као разлоге за то наводе следеће:
- Верујући у Деда Мраза дете од малена учи како се осмишљавају жеље, и добија поруку да жеље могу бити оствариве. На тај начин оно стиче позитиван и ведар однос према животу.
- Писањем писама Деда Мразу дете се учи креативном писању.
- С обзиром на то да прича о Деда Мразу има пуно верзија, врло је лако додавати детаље и измишљати причу онако како детету и родитељима одговара, што подстиче креативност, машту и флексибилан начин размишљања.
- Захваљујући пажњи Деда Мраза дете се осећа вољено, цењено и стиче успомене којих ће се радо сећати када порасте.
- Деда Мраз је симбол дарежљивости. Причом о њему деци се преноси порука да је дарежљивост важна. Тако психолошкиња Јоана Мојсе сматра да „Веровање у Деда Мраза који је симбол доброте, дарежљивости племенитости смањује егоцентризам код деце а уједно подстиче когнитивни развој и подстиче њихову маштовитост”.[21]
- Временом ће дете доћи до закључка да је прича о Деда Мразу заправо бајка, али му то неће засметати јер ће иза ове бајке остати лепе успомене.[22]

Психолошкиња и психотерапеуткиња Николина Милосављевић сматра да деца сама схвате да Деда Мраз не постоји између пете и десете године, а истраживања показују да већина престаје да верује у ову бајку око седме године. Зато се саветује да се детету, када почне да разликује бајке од реалног живота, објасни да је постојање Деда Мраза мит који се користи како би свима било лепо у току празничних дана.
Резултати једне студије објављене 1984. године у часопису Contemporary Educational Psychology сугеришу да размишљање о великодушној нарави Деда Мраза може подстаћи децу да се понашају великодушније. Наиме, у тој студији од деце у вртићу и првом разреду се тражило да испричају приче о Деда Мразу, Ускршњем зецу или кућним љубимцима. Након што су испричали сваку причу, добили су девет жвакаћих гума и охрабрени су да донирају било коју количину за децу са сметњама у развоју. За децу из вртића врста приче коју су испричали није имала утицаја на њихове донације жвака, али су ђаци у првом разреду чешће давали веће донације након причања прича о Деда Мразу него о другим задатим темама. Ова студија сугерише да родитељи који одлуче да својој деци причају о Деда Мразу треба да се усредсреде на љубазну и великодушну природу Деда Мраза и како би дете могло да опонаша његов дух давања.
Друга студија, објављена 1994. у часопису Child Psychiatry & Human Development, бавила се испитивањем дечјих реакција када сазнају истину о Деда Мразу и да ли их она трауматизује. Истраживачи су радили структуриране интервјуе са 52 деце просечног узраста седам година, која више нису веровала у Деда Мраза. Родитељи су такође попунили упитник како би проценили своје напоре да подрже веровање у Деда Мраза и сопствене оцене реакције своје деце када су чула истину. Већина деце је пријавила позитивне реакције на сазнање о Деда Мразу са врло минималним осећајем узнемирености. Родитељи су заправо пријавили да су се они више потресли око свега, при чему је 40% родитеља изјавило да су били тужни након што су њихова деца сазнала истину.

## Традиције везане за Деда Мраза

### Даривање
Бројне су активности које се организују током зимских празника, а везане су за лик и појаву Деда Мраза. Једна од најстари свакако је даривање. Даривање поклона је старо колико и човечанство. Стари Римљани су једни другима даровали гранчице имеле, лешнике и позлаћене орахе и све је имало своју симболику. За настанак традиције даривања поклона на почетку нове године везује се име Јулија Цезара. У хришћанству је, према предању, традиција даривања настала када су три мудраца дошла да виде тек рођеног Исуса и даровала му злато, тамјан и смирну.
Један од начина на које, према причама, Деда Мраз доставља поклоне деци је следећи: весели старчић, летећи на санкама које вуку ирваси, слеће на кров, спушта се низ димњак и оставља поклоне испод јелке или у божићној чарапи. У овој причи преплићу се различите легенде. Од хришћанске о светом Николи који дарује сиромашне сестре, до оне из германске паганске легенде о богу Одину који јаше на летећем коњу, слеће на кровове и оставља поклоне доброј деци.
Научно мишљење је да чин даривања подстиче лучење серотонина. Научници дају објашњење да израз лица примаоца током отварања поклона ослобађа у мозгу дародавца овај хормон, познат и као хормон среће у мозгу онога који поклања. Неки чак сматрају да је људски мозак програмиран да осећа задовољство због поклањања.

### Новогодишња јелка
Поклоне које дарује Деда Мраз најчешће оставља испод окићеног новогодишњег дрвета. Тачно порекло традиције кићења дрвета није познато. Вероватно потиче од обичаја кићења јелки јабукама, што би требало да симболише Дрво познања добра и зла у Рајском врту. Обичај се појављује у Немачкој у 16. веку. Дрвеће окићено јабукама користи се у морално-поучним игроказима да покаже сукоб добра и зла. Популарност коју данас има божићно дрво је задобило за време Мартина Лутера, протестантског реформатора, који уводи и обичај кићења јелки свећицама. Данас су јабуке замењене куглама, а свећице различитим светлећим лампионима.

### Писање писма Деда Мразу
Писање писма Деда Мразу спада међу омиљене традиционалне активности током зимских празника. Кроз ову активност дете развија креативност, учи како да дефинише и саопшти своје мисли и жеље, побољшава своје писмене вештине. Овај процес учи децу важности структуирања мисли и изражавања себе на папиру и није увек једноставан. Захтева својеврсно сумирање протекле године, а самим тим и интроспекцију и одлучност.
Многе поштанске службе у свету охрабрују децу да пишу Деда Мразу, а међу њима је и Пошта Србије. Сваке године неколико милиона деце пишу ова писма, а највише их стигне на адресу његове главне поште у Арктичком кругу — у Енкориџу на Аљасци, око пола милиона. На ова писма углавном одговарају радници поште или спољни сарадници, често припадници добротворних организација. Пошта Сједињених Америчких Држава има акцију у којој стимулише родитеље да одговоре на ова писма у име Деда Мраза. Како би све било уверљиво родитељи треба да прочитају писмо свог детета, на његовој полеђини (како би се штедео папир) одговоре и да га пошаљу на Пошту у Енкориџу, одакле ће детету бити враћено писмо са одговором.
Прва писма Деда Мразу за која се зна су писма деце из САД и потичу с краја 1880-их. У то време таква писма карактерисана су као „неиспоручива“. Истовремено су и новине почеле да храбре децу да им шаљу своје листе жеља, те су тако и Деда Мраз и родитељи могли да их прочитају на једном месту. Пошта Србије је почетком 2000-их почела да организује наградни конкурс „Пиши Деда Мразу“, намењен деци старости до 10 година, на који сваке године пристигне више хиљада писама из целе земље.

### Праћење Деда Мраза
Ишчекивање Деда Мраза представља део чаролије зимских празника, а посебно детаљи његовог пута са Северног пола. Зато се последњих деценија појавило мноштво апликација за праћење Деда Мраза које нуде информације о месту где се Деда Мраз налази у реалном времену, а неке од њих и различите празничне игре и образовних активности. Може се рећи да су ове апликације савремени приповедачи Деда Мразовог путовања.
Традиција праћења Деда Мраза почела је 1955. године. Према легенди, у једним градским новинама у Колорадо Спрингсу појавио се оглас који је позивао децу да позову телефоном Деда Мраза, али је случајно наведен број телефона Континенталне команде противваздушне одбране, која се налазила такође у Колорадо Спрингсу. Пуковник ратног ваздухопловства Хари Шоуп, који је тада био дежурни командант, први се јавио на позив детета које је бирало овај погрешан телефонски број. Малишан је мислио да зове Деда Мраза. Не желећи да разочара дете са друге стране телефонске линије, Шоуп се представио као Деда Мраз. Како је након тога стизало све више позива, одредио је дежурног који ће да одговара на све позиве тог типа. Можда би се све и завршило на томе да Шуп после пар дана није, на традиционалној празничној вечери у Команди, приметио сличицу земље и изнад нацртане санке које вуку ирваси. Инспирисан овом празничном креацијом својих подређених, пуковник Шоуп је тражио је да га споје са локалном радио станицом, а онда је уживо у програму рекао да је Центар за контролу на радарима ухватио неидентификовани објекат који је вероватно дошао из правца Северног пола и има облик санки... Тако је почело чувено праћење Деда Мраза. Прерасло је у традицију, а наставило се и када се Континентална команда противваздушне одбране трансформисала у НОРАД (енгл. NORAD — North American Aerospace Defense Command), заједничку америчко-канадска команду одговорну за заштиту неба изнад обе земље. Шуп је преминуо 2009, у 91. години. На надгробној плочи исписане су све његове службе, међу којима су учешће у Другом светском рату, Кореји, Вијетнаму... и на крају списка исписано је „Пуковник Деда Мраза”.
Операција праћења Деда Мраза почиње 24. децембра, на Бадње вече по грегоријанском календару, почиње када група радарских станица у северној Канади и Аљасци ухвати инфрацрвени потпис који извире из црвеног носа ирваса Рудолфа. Даље путовање прати низ НОРАД-ових геостационарних сателита изнад Земље. Према речима пуковнице америчког ваздухопловства Елизабет Матијас, војска прати Деда Мраза истом технологијом коју свакодневно користи да би заштитила небо изнад Северне Америке. Сваке године у НОРАД-овој бази у Колораду се поставља и привремени кол-центар из ког се одговара на горућа питања деце, а преко апликације NORAD's Santa Tracker путовање Деда Мраза могу пратити сва деца на планети.

## Критике

### Калвинистичка и пуританска опозиција
Санта Клоз има делимичне хришћанске корене у Светом Николи, посебно у деноминацијама високе цркве које га поштују поред осталих светаца. У светлу тога, његов лик је понекад био жариште полемике око празника и његових значења. Неки хришћани, нарочито калвинисти и пуританци, нису подржавали идеју о Санта Клозу, као ни о Божићу уопште, верујући да раскошна славља нису у складу са њиховом вером. Други неконформистички хришћани осуђују материјалистичку усредсређеност у савременом даривању и виде Санта Клоза као симбол те културе.
Осуда Божића била је распрострањена међу енглеским пуританцима из 17. века и холандским калвинистима који су забранили празник било због тога што је пагански или римокатолички. Америчке колоније које су основале ове групе подржавале су таква гледишта. Толеранција према Божићу се повећала након рестаурације, мада је пуританско противљење празнику у Новој Енглеској постојало скоро два века.

### Хришћанско гледиште
Половином 20. века католичка црква је гласно негодовала због све већег значаја који породице и трговци придају лику Деда Мраза. Осуђивала је забрињавајућу „паганизацију“ која одвраћа мисли верника од правог хришћанског значења прославе Божића и намеће им мит без верске вредности. Године 1951. у Француској су црквене власти, говорећи преко појединих прелата, неколико месеци пре празника почеле да воде кампању. Како се Божић приближавао напади су се појачавали. Дискретније, али исто тако чврсто, католичкој цркви се, по овом питању придружила и протестантска. Писма читалаца и чланци у новинама, из различитих перспектива, али генерално непријатељски према ставу цркве, већ су сведочили о интересовању које је изазвала та афера. Кулминација је достигнута 24. децембра, када је у три сата поподне Деда Мраз обешен о ограду катедрале у Дижону и јавно спаљен у присуству неколико стотина деце. Одлука је донета уз сагласност свештенства које је Деда Мраза осудило као узурпатора и јеретика. Оптуживали су га да је паганизовао Божићне празнике и „уградио се као кукавица у гнездо”, заузимајући све више простора. Пре свега, окривљен је за инфилтрирање у све државне школе. Поједини свештеници и данас имају тврд став по овом питању, али се генерални став католичке цркве значајно променио под утицајем верника. Тако је пред Божић 2021. године једна римокатоличка бискупија на Сицилији морала да се јавно извини родитељима након што је њен бискуп наводно рекао групи деце да Деда Мраз не постоји. Став православне цркве није много другачији по том питању.

### Исламско гледиште
Ислам није против дародавства, а највећа разлика између ислама и хришћанства је у политици социјалне равнотеже. Исламски калифат, са политиком вакуфа, подстицањем личног дародавног милосрђа, општег школства и Мухамедовог пореза Заката, био је прва социјал-демократска држава. Иако Деда Мраз ни у чему не повређује хуманистичке карактеристике ислама, многе га муслиманске заједнице оспоравају или чак забрањују. Део исламске емиграције у Европи напада Деда Мраза јер га види као симбол своје друштвене сегрегације; део исламиста га види као израз конзумеризма, неки исламски теолози сматрају да је он „пара-светац” и да стога представља у исламу забрањену имитацију Бога. Талибани га нападају јер је костимиран, у Ирану је забрањен јер долази из западњачке културе, Ријасет Исламске заједнице у Босни и Херцеговини удаљио га је од деце јер он није „признати елемент у исламској традицији Бошњака”, а Алија Изетбеговић се супротстављао и прослави Нове године јер се одвија по „хришћанском календару”.

### Комунистичко гледиште
Стварањем Совјетског Савеза комунистичка власт настојала је да направи отклон од религије у сваком смислу. Тако је Стаљин 1929. године, убрзо по доласку на власт, одлучио је да забрани Божић и иконографију везану за овај празник. Ипак, упркос агресивној политици државног атеизма, пројекат секуларизације Совјетског Савеза није могао да прекине везу са културом и традицијом Божића. Већ 1935. високорангирани совјетски политичар Павел Петрович Постишев проговорио је у одбрану Божића, тврдећи да би његови прехришћански корени и вредност за децу могу да га ослободе осуде да је буржоаски или верски празник. У чланку који је за ту прилику написао за московску Правду између осталог написао: „У доба пре Велике револуције, буржоазија и капиталисти су увек подизали јелку својој деци у новогодишњој ноћи. Деца радничке класе би љубоморно гледала кроз прозоре на сјајно дрво, украшено лампицама, док су се богаташи испод њега играли новим играчкама које су добили”. Сматрао је да је дошло време да радничка класа Совјетског Савеза добије новогодишњу јелку и да се деци врати новогодишња прослава. Стаљин се делимично сложио и две године касније вратио божићну атмосферу, али ју је померио за неколико дана — на Нову годину. У новој, секуларној иконографији своје место су нашли Дед Мороз и његова унука Сњегурочка, под условом да његова одећа буде плава. Његов приказ ипак упадљиво личи на западњачког Деда Мраза, за шта је заслужна Руска православна црква, која га је тако покушала приближити холандском Синтеркласу. На неким празничним честиткама из тог времена лако се може уочити напор да се познате божићне традиције „прошверцују” и непримјетно увуку у такозвану „совјетску Нову годину” која се званично прослављала. Било је чак совјетских приказа Христових јасли са Дедом Морозом у улози Јосифа, Сњегурочком као Маријом и бебом Нова годином као Исусом. Совјетска ера обликовала је и изнедрила неке заиста надреалне подвиге културне синтезе Деда Мороза, комунистичке иконографије и свеприсутног симбола амбициозног футуризма СССР-а, свемирских путовања.

## Деда Мраз у српској култури
Пре Другог светског рата српској деци су, током зимских празника, традиционално поклоне доносили Свети Никола за Никољдан и Божић Бата за Божић. Eтнолошкиња Весна Марјановић у својој књизи Маске, маскирање и ритуали у Србији износи мишљење да се Божић Бата у српској култури као дародавац појавио тек у периоду између два светска рата и да је носио исту одору као Свети Никола. После Другог светског рата, са ширењем комунистичке идеје о штетности религије, у Југославији су Божић Бата и Свети Никола постали непожељни. Заменила их је комунистичко-социјалистичка фигура која је наметнута у свим земљама под совјетским утицајем — Деда Мраз (Дед Мороз), који више није долазио за Божић (као у већини западних земаља), већ за Нову годину. Овај лик заснива се на митском старословенском паганском лику који се звало Старац Мраз и био је демон зиме. После разлаза са Совјетским Савезом 1948. године овај лик старог словенског божанства, под утицајем Запада, постепено еволуира у глобализовани лик Санта Клоза, али му остаје име Деда Мраз. О Светом Николи доста се зна, али се старо веровање и његова улога у усрећивању најмлађих скоро и заборавила. Ретко ко се данас, на помен овог свеца, сети дечјих поклона, док је Божић Бату готово у потпуности заменио Деда Мраз. Деведесетих година, после буђења национализма и распада Југославије, некадашњи југословенски народи се враћају старим обичајима, па тако оживљавају и ликови какви су Божић Бата код Срба или Дјед Божићњак код Хрвата, али се задржава и глобализована западњачка верзија. Тако сада у Србији деца добијају поклоне за Нову годину од Деда Мраза (1. јануара), а многа и од Божић Бате за Божић (7. јануара).